# Мамаярви
Ма́мая́рви — озеро на территории Юшкозерского сельского поселения Калевальского района Республики Карелия.

## Общие сведения
Площадь озера — 1,5 км². Располагается на высоте 101,4 метров над уровнем моря.
Форма озера лопастная, продолговатая, вытянутая с запада на восток. Берега каменисто-песчаные, местами болотистые.

С юго-востока в озеро втекает безымянный ручей, вытекающий из небольшого озера Ожъярви.
С севера в озеро втекает ручей Пяваоя (в нижнем течении — река Янгайоки), текущий из озёра Пяйваярви. В западной оконечности озеро соединяется короткой протокой с озером Куйвъярви, из которого вытекает река Янгайоки.
В озере имеются два острова без названия: западный — относительно крупный.
Населённые пункты близ озера отсутствуют. Ближайший — посёлок Новое Юшкозеро — расположен в 11 км к югу от озера.
Код водного объекта в государственном водном реестре — 02020000911102000005759.